# Sphaerosporella
Sphaerosporella är ett släkte av svampar. Sphaerosporella ingår i familjen Pyronemataceae, ordningen skålsvampar, klassen Pezizomycetes, divisionen sporsäcksvampar och riket svampar.